# Pseudopsallus sericatus
Pseudopsallus sericatus är en insektsart som först beskrevs av Philip Reese Uhler 1895.  Pseudopsallus sericatus ingår i släktet Pseudopsallus och familjen ängsskinnbaggar. Inga underarter finns listade i Catalogue of Life.